# Tokyo Indoor
Il Tokyo Indoor è stato un torneo maschile di tennis che si giocava a Tokyo in Giappone.  L'evento ha fatto parte del Grand Prix dal 1978 al 1989 e dell'ATP Tour dal 1990 al 1995. Il torneo si giocava sul sintetico indoor.

## Albo d'oro

### Singolare
| Anno | Nome del torneo            | Campione           | Finalista          | Punteggio        |
| ---- | -------------------------- | ------------------ | ------------------ | ---------------- |
| 1978 | Seiko World Super Tennis   | Björn Borg (1)     | Brian Teacher      | 6–3, 6–4         |
| 1979 | Seiko World Super Tennis   | Björn Borg (2)     | Jimmy Connors      | 6–2, 6–2         |
| 1980 | Seiko World Super Tennis   | Jimmy Connors (1)  | Tom Gullikson      | 6–1, 6–2         |
| 1981 | Seiko World Super Tennis   | Vincent Van Patten | Mark Edmondson     | 6–2, 3–6, 6–3    |
| 1982 | Seiko World Super Tennis   | John McEnroe       | Peter McNamara     | 7–6, 7–5         |
| 1983 | Seiko World Super Tennis   | Ivan Lendl (1)     | Scott Davis        | 3–6, 6–3, 6–4    |
| 1984 | Seiko Super Tennis         | Jimmy Connors (2)  | Ivan Lendl         | 6–4, 3–6, 6–0    |
| 1985 | Seiko Super Tennis         | Ivan Lendl (2)     | Mats Wilander      | 6–0, 6–4         |
| 1986 | Seiko Super Tennis '86     | Boris Becker (1)   | Stefan Edberg      | 7–6, 6–1         |
| 1987 | Seiko Super Tennis - Tokyo | Stefan Edberg      | Ivan Lendl         | 6–7, 6–4, 6–4    |
| 1988 | Seiko Super Tennis         | Boris Becker (2)   | John Fitzgerald    | 7–6, 6–4         |
| 1989 | Seiko Super Tennis         | Aaron Krickstein   | Carl-Uwe Steeb     | 6–2, 6–2         |
| 1990 | Seiko Super Tennis         | Ivan Lendl (3)     | Boris Becker       | 4–6, 6–3, 7–6(5) |
| 1991 | Seiko Super Tennis         | Stefan Edberg      | Derrick Rostagno   | 6–3, 1–6, 6–2    |
| 1992 | SEIKO Super Tennis         | Ivan Lendl (4)     | Henrik Holm        | 7–6(7), 6–4      |
| 1993 | SEIKO Super Tennis         | Ivan Lendl (5)     | Todd Martin        | 6–4, 6–4         |
| 1994 | SEIKO Super Tennis         | Goran Ivanišević   | Michael Chang      | 6–4, 6–4         |
| 1995 | SEIKO Super Tennis         | Michael Chang      | Mark Philippoussis | 6–3, 6–4         |

### Doppio
| Anno | Campioni                                | Finalisti                         | Punteggio     |
| ---- | --------------------------------------- | --------------------------------- | ------------- |
| 1978 | Ross Case Geoff Masters                 | Pat Du Pré Tom Gorman             | 6–3, 6–4      |
| 1979 | Marty Riessen Sherwood Stewart (1)      | Mike Cahill Terry Moor            | 6–4, 7–6      |
| 1980 | Victor Amaya (1) Hank Pfister (1)       | Marty Riessen Sherwood Stewart    | 6–3, 3–6, 7–6 |
| 1981 | Victor Amaya (2) Hank Pfister (2)       | Heinz Günthardt Balázs Taróczy    | 6–4, 6–2      |
| 1982 | Tim Gullikson Tom Gullikson             | John McEnroe Peter Rennert        | 6–4, 3–6, 7–6 |
| 1983 | Mark Edmondson Sherwood Stewart (2)     | Steve Denton John Fitzgerald      | 6–1, 6–4      |
| 1984 | Sammy Giammalva Jr. Tony Giammalva      | Mark Edmondson Sherwood Stewart   | 7–6, 6–4      |
| 1985 | Ken Flach Robert Seguso                 | Scott Davis David Pate            | 4–6, 6–3, 7–6 |
| 1986 | Mike De Palmer Gary Donnelly            | Andrés Gómez Ivan Lendl           | 6–3, 7–5      |
| 1987 | Broderick Dyke Tom Nijssen              | Sammy Giammalva Jr. Jim Grabb     | 6–3, 6–2      |
| 1988 | Andrés Gómez Slobodan Živojinović       | Boris Becker Eric Jelen           | 7–5, 5–7, 6–3 |
| 1989 | Kevin Curren David Pate                 | Andrés Gómez Slobodan Živojinović | 4–6, 6–3, 7–6 |
| 1990 | Guy Forget Jakob Hlasek                 | Scott Davis David Pate            | 7–6, 7–5      |
| 1991 | Jim Grabb Richey Reneberg               | Scott Davis David Pate            | 7–5, 2–6, 7–6 |
| 1992 | Todd Woodbridge Mark Woodforde          | Jim Grabb Richey Reneberg         | 7–6, 6–4      |
| 1993 | Grant Connell (1) Patrick Galbraith (1) | Luke Jensen Murphy Jensen         | 6–3, 6–4      |
| 1994 | Grant Connell (2) Patrick Galbraith (2) | Byron Black Jonathan Stark        | 6–3, 3–6, 6–4 |
| 1995 | Jacco Eltingh Paul Haarhuis             | Jakob Hlasek Patrick McEnroe      | 7–6, 6–4      |